# El Gran Mundo
El Gran Mundo fue una revista publicada en Sevilla entre 1873 y 1876.

## Historia
Editada en Sevilla, fue impresa en la imprenta de Giroñés y Orduña, en la calle Lagar n.º 3. Comenzó publicándose con el subtítulo «Revista dedicada al bello sexo».
Su primer número apareció el 7 de noviembre de 1872 y el último del que Manuel Chaves tiene constancia corresponde al 15 de mayo de 1876, tercera época, año IV. En una de sus épocas aparecía los días 7, 15, 22 y 29 de cada mes, en números de ocho páginas en 4.º mayor, con buen papel e impresión. Incluía grabados de vistas, retratos, cuadros y monumentos.
El director y propietario de la revista fue José Sánchez Arjona y entre sus redactores y colaboradores se encontraron nombres como los de Benito Mas y Prat, José de Velilla y Rodríguez, Concepción Estevarena, A. Feria, Enriqueta S. del Valle, Francisco Gutiérrez y Jiménez, Josefa Ugarte de Barrientos, José P. Velarde, Manuel de los Palacios y Fagúndez, José Velázquez y Sánchez, Ángela Grassi, Javier de Palacio, Antonio López Muñoz, Manuel de Ossorio, Rodrigo Amador de los Ríos, Cecilia Böhl de Faber «Fernán Caballero», Luis Montoto Rautenstrauch, Mercedes de Velilla, Juan Gómez Tello, José Gestoso y Pérez, M. Guerrero Estrella, Francisco Berja, J. M. Vergara, Domingo León, Francisco Rodríguez Marín, Francisco J. de Hoyos, Tomás de Briones, Eduardo López Bago, Enrique Manera, Francisco Fernández Pérez, Carlos Jiménez Placer, Sofía Tartilán, María Antonia G. de A., Luis Escudero y Peroso y Felipe Pérez y González.
Su contenido incluía revista general, libros nuevos, sección poética, tradiciones, novelas, cuentos, mesa revuelta, pasatiempos, revista de teatros, crítica literaria, biografías y anécdotas, entre otras secciones.